# Prespa (Chorwacja)
Prespa – wieś w Chorwacji, w żupanii bielowarsko-bilogorskiej, w mieście Bjelovar. W 2011 roku liczyła 511 mieszkańców.